# Bulbophyllum mediocre
Bulbophyllum mediocre é uma espécie de orquídea (família Orchidaceae) pertencente ao gênero Bulbophyllum. Foi descrita por Victor Samuel Summerhayes e Arthur Wallis Exell em 1959.